# فلوران شينيو
فلوران شينيو (21 مارس 1984 بلاروش سور يون في فرنسا - ) (بالفرنسية: Florent Chaigneau)‏ هو لاعب كرة قدم فرنسي في مركز حراسة المرمى. شارك مع منتخب فرنسا تحت 17 سنة لكرة القدم. أما مع النوادي، فقد لعب مع برايتون أند هوف ألبيون وستاد رين ونادي تولون ونادي لوريان وVendée Poiré-sur-Vie Football ‏.

## وصلات خارجية
- فلوران شينيو على موقع قاعدة بيانات كرة القدم.إي يو (الإنجليزية)
- فلوران شينيو على موقع AS.com (الإسبانية)